# Die Rose von Stambul (Operette)
Die Rose von Stambul ist eine Operette in drei Akten von Leo Fall. Das Libretto verfassten Julius Brammer und Alfred Grünwald. Das Werk gehört zur Silbernen Operettenära und erlebte seine Uraufführung am 2. Dezember 1916 im Theater an der Wien in Wien.

## Orchester
Zwei Flöten, zwei Oboen, zwei Klarinetten, zwei Fagotte, drei Hörner, zwei Trompeten, drei Posaunen, eine Harfe, Schlagwerk und Streicher

## Handlung
Die beiden ersten Akte spielen in Konstantinopel (Türkei) und der dritte Akt in einer Hotelhalle in der Schweiz vor 1914.
Achmed Bey ist ein aufgeklärter junger Türke und sehr westlich gesinnt. Sein Kopf ist voller Pläne, wie man die türkische Gesellschaftsordnung reformieren könnte. Weil jedoch sein Vater ein angesehener Staatsminister ist, wagt er es nicht, seine Ideen unter seinem richtigen Namen zu veröffentlichen. Dank seiner literarischen Begabung und guter Kenntnisse der französischen Sprache kommt ihm der Gedanke, einen spannenden Roman zu schreiben und darin seine Gedanken auszubreiten. Als Autor verwendet er das Pseudonym „André Léry“. Das Buch entwickelt sich rasch zu einem Bestseller, der vor allem bei modern eingestellten Türkinnen großen Anklang findet.
Kamek Pascha ist einer der angesehensten Türken und noch tief in der osmanischen Familientradition verwurzelt. Ganz anders seine Tochter Kondja Gül. Bei ihr fallen André Lérys fast schon revolutionäre Ideen auf fruchtbaren Boden. Zwischen den beiden entspinnt sich ein umfangreicher Schriftverkehr, bei dem sie sich gegenseitig immer mehr schätzen lernen.
Kondja Gül war noch im Kindesalter, als sie von ihrem Vater dazu ausersehen wurde, einmal Achmed Beys Frau zu werden. Nun, da sie jetzt im heiratsfähigen Alter ist, soll bald die Hochzeit stattfinden. Darüber ist Kondja tief traurig; aber sie weiß, dass es zwecklos ist, gegen diese Tradition aufzubegehren. Es ist ihr auch verwehrt, ihren späteren Ehemann schon vor der Hochzeit zu sehen. Selbst bei der Verlobung darf sich das Paar nur hinter einem Wandschirm unterhalten. Achmed weiß, wer seine Braut ist. Er ist auch aufrichtig in sie verliebt, doch verschweigt er ihr, gleichzeitig auch „André Léry“ zu sein.
Die Hochzeitsnacht wartet mit einem Skandal auf: Kondja Gül gesteht ihrem Gatten, dass sie ihn nur wegen der Familientradition geheiratet habe. Sie empfinde aber nichts für ihn. Ihre wahre Liebe gehöre dem französischen Schriftsteller André Léry. Als ihr Achmed gesteht, selbst jener Autor zu sein, glaubt sie ihm kein Wort.
Tags darauf bricht Kondja Gül in die Schweiz auf, nachdem sie in der Hochzeitsnacht von ihrem Mann gehört hat, dass sich André Léry dort gerade aufhalten solle. Als sie sich an der Hotelrezeption nach dem Schriftsteller erkundigt, muss sie erfahren, dass man ein Ehepaar Léry erwarte. Diese Kunde bricht ihr fast das Herz. Kaum angekommen, will sie auch gleich wieder abreisen. Plötzlich sieht sie ihren Ehemann Achmed auf sich zukommen. Jetzt fällt es ihr wie Schuppen von den Augen: Ihr Ehemann und der französische Dichter sind ein und dieselbe Person.

## Musikalische Höhepunkte

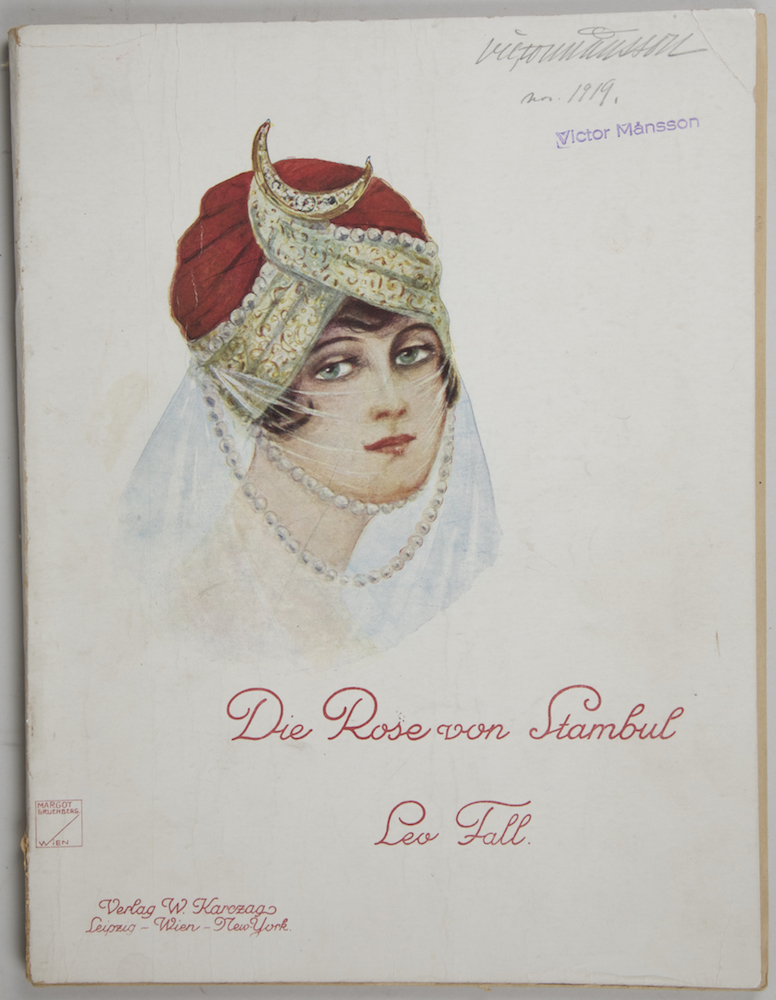
Titelbild des Klavierauszugs

- Duett zwischen Kondja Gül und Achmed Bey: Ein Walzer muss es sein
- Walzerlied des Achmed Bey: O Rose von Stambul, nur du allein, sollst meine Scherezade sein
- Das ist das Glück nach der Mode
- Zwei Augen, die wollen mir nicht aus dem Sinn
- Ihr stillen süßen Fraun – Euch Ihr Frauen, gilt meine Serenade
- Geh sag doch Schnucki zu mir – Midili Hanum, Fridolin Müller

## Verfilmung
1953 wurde die Operette unter der Regie von Karl Anton verfilmt. In den Hauptrollen sah man Inge Egger, Albert Lieven, Laya Raki, Grethe Weiser und Paul Hörbiger. Zu hören war aber nicht die Originalmusik von Leo Fall, sondern eine Bearbeitung von Willy Schmidt-Gentner.